# Louis Baretta

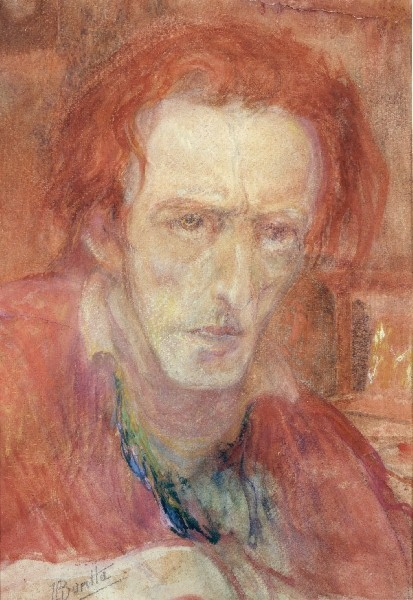
Louis Baretta, Zelfportret

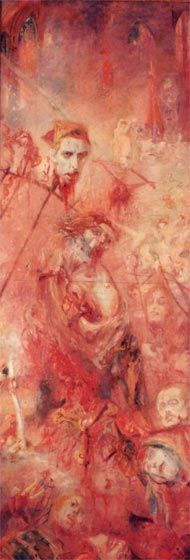
De laatste Verdedigers van Gods Bloed (1913)

Louis Baretta (Elsene, 1866 - Schaarbeek, 1928) was een Belgisch kunstschilder. Hij wordt gerekend tot de grote generatie van Belgische symbolisten, waaronder James Ensor en Fernand Khnopff, met wie hij ook bevriend was.

## Leven en werk
Baretta was de zoon van een goudsmid, en de broer van Jules Baretta. Hij studeerde aan de Koninklijke Academie voor Schone Kunsten te Brussel, onder Jean-François Portaels. Met zijn doek Maria-Magdalena aangevallen door de woedende massa trekt hij de aandacht en wint hij een prijs. Later ging hij naar de schildersschool van ‘L’Art Flamand’, waar hij zich onder invloed van Félicien Rops ontwikkelde als tekenaar en etser.
Hij werd in 1885 medestichter van de kunstkring "Voorwaarts"
Rond 1900 werkt Baretta korte tijd als leraar in Schaarbeek. Na een aanvaring met de broeders over het gebruik van een mannelijk naaktmodel wordt hij ontslagen en trekt hij zich terug op zijn zolderatelier te Brussel. Daar leidt hij de rest van zijn leven, fysiek gemankeerd (hij was al mank sinds zijn zevende jaar) en psychisch labiel, een teruggetrokken en armoedig bestaan, gelijk een soort van poète maudit.
Baretta was een tijdje in de ban van het marxisme, maar stapte al snel met hetzelfde idealisme over naar een mystiek christelijke geloofsopvatting, onder invloed van Léon Bloy. Vanuit een diepe geloofsovertuiging werkte hij gepassioneerd aan religieus getinte, visionaire symbolistische taferelen. Ook maakte hij veel zelfportretten, waarbij hij zich vaak identificeerde met de gekwelde Christusfiguur. Zijn werken worden getypeerd door een rijk kleurenpalet met veelal een rossige gloed, in een bloederig coloriet, die wel aan Ensor doet denken. Vaak schetst hij gewelddadige beelden vol van lijden, bloed en dood, waarbij hij de grens opzoekt tussen obsceen en sensueel, morbide en emotioneel, sacraal en sadistisch. Zijn monumentale zelfportret De laatste Verdedigers van Gods Bloed (1913) werd als meesterwerk geprezen door Fernand Khnopff.
Baretta bewonderde (en portretteerde) Emile Verhaeren, Charles Baudelaire, Léon Bloy en Ludwig van Beethoven, op wie hij zichzelf steeds projecteerde. Hij zag zichzelf als geniaal, als een martelaar ook, en beschouwde God als de enige die mocht oordelen over zijn werk. Uiteindelijk vernielde hij een groot deel van zijn oeuvre, waarvan slechts één tiende bewaard bleef.
Hij nam slechts tweemaal deel aan een tentoonstelling: 1914 in het "Lentesalon" en in 1925 in de Galerie Giroux, beide te Brussel.
Na zijn dood in 1928 liet Baretta een veertigtal werken na aan zijn leerling Joseph Vuylsteke, die tot aan zijn dood in 1962 een Barettamuseum openhield te Veurne. Vervolgens belandde veel van zijn werk letterlijk onder het stof. Baretta raakte voor tientallen jaren in een relatieve vergetelheid, tot TV-Brussel in 2010 een documentaire aan hem wijdde. In datzelfde jaar verscheen een lijvige biografie over Baretta van de hand van Ghislain Potvlieghe. In het najaar van 2011 vond er een uitgebreide expositie van zijn werk plaats in het Stad- en Landshuis te Veurne.

## Portretten

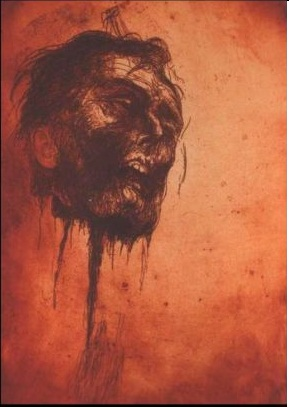
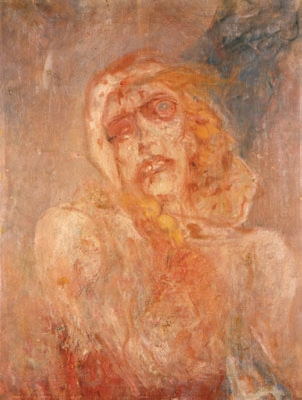
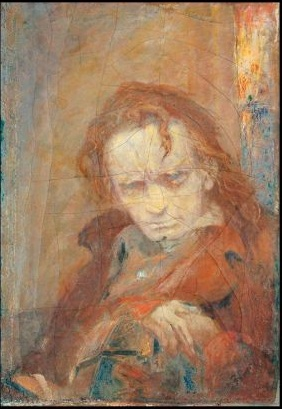
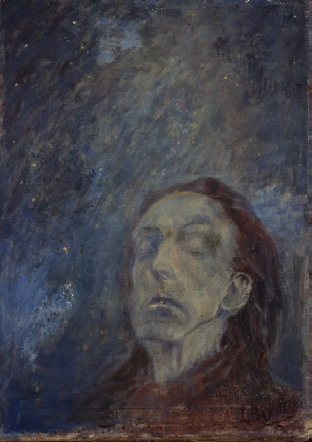